# Adam Erdmann Mirus
Adam Erdmann Mirus (auch: Miro, Miri; * 26. November 1656 in Adorf/Vogtl.; † 3. Juni 1728 in Zittau) war ein deutscher Pädagoge, Orientalist, populärwissenschaftlicher Schriftsteller und Lexikograf.

## Leben
Adam Erdmann Mirus war der Sohn des Oberpfarrers in Adorf und Adjunkts der Superintendentur Oelsnitz/Vogtl. Johann Mirus (* 30. Juni 1618 in Adorf; † 11. Mai 1674 in Adorf) und der Rosina Höfer (* 18. Januar 1624 in Adorf; † 1. März 1670 in Adorf).
Den ersten Unterricht erhielt Adam Erdmann Mirus in der Stadtschule und von seinem Vater. 1672 bezog er das Gymnasium in Zwickau, wo er ein Schüler des berühmten Zwickauer Rektors Christian Daum wurde. 1674 wechselte er an das Gymnasium in Halle (Saale), wo der Musiker Johann Praetorius als Rektor der Anstalt fungierte.
Am 14. September 1677 bezog er die Universität Wittenberg, um Theologie, Philosophie und Philologie zu studieren. Hier erwarb er am 14. Oktober 1679 den akademischen Grad eines Magisters der Philosophie und nachdem er durch zahlreiche Disputationen und Abhandlungen über theologische, philosophische, namentlich ethische, selbst juristische Gegenstände und gelegentlich auch über brennende Zeitfragen auf sich aufmerksam gemacht hatte, berief ihn die philosophische Fakultät am 21. April 1684 zum Adjunkten der philosophischen Fakultät. Noch im selben Jahr folgte er einem Ruf als Konrektor des Gymnasiums in Zittau, was er vierundvierzig Jahre lang, bis zu seinem Tod durch Schlaganfall, blieb.
In Zittau erlebte Mirus die Amtszeiten von vier Rektoren der Anstalt. So von Christian Weise (1642–1708), Gottfried Hoffmann (1658–1712), Johann Christoph Wentzel (1659–1723) und Gottfried Polycarp Müller (1685–1747), denen er teilweise auch ihre Gedächtnisreden verfasst hatte. Seine amtliche Tätigkeit wurzelte in der Secunda, wo er neben dem Religionsunterricht auch die sprachlichen und stilistischen Übungen im Lateinischen leitete, sowie das im Ganzen stiefmütterlich behandelte Griechisch lehrte. Dieses Fach vertrat er neben dem Hebräischen auch in der Prima. Sein Nachfolger Samuel Friedrich Bucher (1692–1765) sagte ihm nach, dass sein treuer Eifer und festes Beharren auf der Einprägung und Einübung des Wesentlichen, ein typisches Merkmal von Mirus war.

## Familie
Aus seiner am 14. Mai 1686 in Zittau geschlossenen ersten Ehe mit Anna Rosina (* 26. April 1663 in Zittau; † 5. April 1709 in Zittau), einer Tochter des vornehmen Bürgers und in Zittau praktizierenden, promovierten Arztes Friedrich Gerber (* 16. Mai 1622 in Zittau; † 15. November 1692 in Zittau) und seiner Frau Emerantia Girisch  (* 18. September 1639 in Zittau; † 22. Februar 1709 in Zittau) hatte er drei Söhne, drei  früh verstorbene Töchter und ein totgeborenes Kind. Von den Kindern kennt man:
1. Sohn Johann Friedrich Mirus (~ 3. Mai 1691[3] in Zittau; † 29. Mai 1747 in Zittau), studierte zunächst Theologie, legte 1716 in Wittenberg sein Magisterexamen aber in Physik ab. Wurde als cand. theol. Mitglied des Prediger-Kollegiums in Zittau. Am 30. November 1728 heiratete er in Zittau Johanna Sophia Hornigk († 10. Mai 1742 in Zittau). Von 1742 bis zu seinem Tode war er als Informator im Waisenhaus in Zittau tätig.
2. Tochter Christina Rosina Mirus (* 16. Mai 1694 in Zittau, ~ 18. Mai 1694 ebenda; † 23. April 1696, begr. 26. April 1696 ebenda)
3. Tochter Christina Sophia Mirus (* 10. September 1696 in Zittau, ~ 11. September 1696 ebenda; † 30. Oktober 1700 in Zittau, begr. 3. November 1700 ebenda)
4. Tochter Rosina Eleonora Mirus (* 16. November 1698, ~ 18. November 1698 ebenda; † 21. November 1698 in Zittau)
5. Sohn Christian Erdmann Mirus (* 25. März 1701 in Zittau; ~ 27. März 1701 ebenda; † 1771 in Zittau) beendete sein Studium der  Rechte in Erfurt 1725 als Juris Utriusque Licentiatus. Am 18. Oktober 1729 heiratete er in Zittau Charlotte Amalie Behnes († 21. März 1748 in Zittau). Bis 1748 arbeitete er als Rechtsanwalt und Notar; starb 1771 als Gerichtskopist. Von seinen acht Kindern gab es keine Enkel, so dass dieser Zweig der Familie damit erloschen ist.
6. Sohn N.N. begr. 4. Februar 1703 (Totgeburt)
7. August Gottlob Mirus (* 9. April 1705 in Zittau, ~ 20. April 1705 ebenda; † 4. Januar 1731 in Zittau) beendete sein Studium der  Rechte in Wittenberg 1729 als Juris Utriusque Licentiatus. Am 14. Februar 1730  heiratete er in Zittau Maria Rosina Friedrich. Die knapp einjährige Ehe blieb kinderlos; August Gottlob starb an Tuberkulose.

Seine zweite Ehe vom 25. August 1711 mit Anna Rosina Nesen (* 1655 in Zittau; † 1. Februar 1730 in  Zittau), der Witwe des verstorbenen Tertius Joachim Curtius, blieb kinderlos.

## Werke (Auswahl)
Mirus verfasste pädagogische Schriften, zahlreiche Gedächtnisreden auf verstorbene Wohltäter des Zittauer Gymnasiums, beschäftigte sich mit der Geschichte der Lausitz, sowie deren Gelehrten. Aus den Schriften seiner Abhandlungen an der Wittenberger Hochschule, gingen drei Lexika hervor.
- Poemata Phocylidis, Pythagorae et Naumachii. 1685
- Rudimenta grammaticae graecae. 1690. (Digitalisat)
- de rebus Lusatorum. Bautzen 1695 (Online)
- de Lusatorum meritis in Rempublicam Literariam. 1718. (Digitalisat)
- Initia Doctrinae Evangelicae Per Lusatiam Superiorem Sparsae. Zittau, 1721. (Digitalisat)
- de historia scholae Zittaviensis ante et post reformationem. Zittau, 1721
- Kurtze Fragen aus der Genealogia Sacra: worinnen denen Liebhabern in den Biblischen Historien ein sonderbares Licht gegeben wird, nebst nothwendigen Registern. 1708 (Online)
- Kurtze Beschreibung der Stadt Jerusalem. 1709
- Kurtze Fragen aus der Architectonica Sacra: Worinnen Denen Liebhabern derer Biblischen Historien durch gründliche Erklärung Der Biblischen Gebäude und allerhand Merckwürdiger Antiquitäten ein sonderbares Licht gegeben wird, mit beygefügtem Register. 1709 (Online)
- Kurtze Fragen aus der Metallurgia Sacra: Worinnen denen Liebhabern Derer Bibl. Historien durch gründliche Erklärung allerhand merckwürdiger Antiquitäten ein sonderbahres Licht gegeben wird, Nebst beygefügtem Register. 1713 (Online)
- Kurze Fragen aus der Oeconomia sacra. 1706 (Online)
- Kurze Fragen aus der Ethica sacra. 1707 (Online)
- Kurze Fragen aus der Politica sacra. 1707 (Online)
- Kurtze Fragen aus der Musica Sacra: Worinnen Denen Liebhabern bey Lesung der Biblischen Historien, eine Sonderbahre Nachricht gegeben wird. 1715, Reprint Cornetto-Verl., 2004
- Kurtze Fragen aus der Physica Sacra, Worinnen denen Liebhabern derer biblischen Historien durch gründliche Erklärung allerhand merckwürdiger Antiquitäten ein sonderbares Licht gegeben wird, nebst beygefügtem Register. Rohrlach, Görlitz 1708. (Digitalisat)
- Kurtze Fragen aus dem Leiden und Sterben Jesu Christi, worinnen denen Liebhabern der Biblischen Historien bey Lesung deroselben ein sonderbahres Licht gegeben wird, … Hülße, Leipzig 1714. (Digitalisat)
- Kurtze Fragen aus der Pneumatica sacra, in welchen unter die Augen gestellet wird, was von den Christen die Natur zu lehren anfänget, u. d. Heil. Schrift erläutert. Rohrlach, Görlitz 1710. (Digitalisat)
- Kurtze Fragen von denen Proverbis Sacris, Bey welchen denen Liebhabern der Biblischen Historien durch gründlichee Erklärung allerhand merckwürdiger Antiquitäten ein sonderbahres Licht gegeben wird; nebst beygefügtem Register. Zimmermann, Dresden 1716.
- Kurtze Fragen aus der Chronologia Sacra, worinnen denen Liebhabern bey Lesung der biblischen Historien ein sonderbares Licht gegeben wird Hülße, Leipzig 1705. (Digitalisat)
- Kurze Fragen aus der Rhetorica sacra, Worinnen denen Liebhabern der Heiligen Schrift in der Inventio, Dispositio und Elocution ein sonderbares Licht gegeben wird; nebst einem Anhang von dem Studio Homiletico. Zimmermann, Dresden/Leipzig 1715. (Digitalisat)
- Kurtze Fragen aus der Geometria Sacra, Worinnen Denen Liebhabern vieler Antiquitäten Bey Lesung der Bibel ein sonderbares Licht gegeben wird, Nebst Einem Anhang Von der Optica Sacra, Wie auch Nothwendigem Register. Rohrlach, Görlitz 1711, 1713. (Digitalisat der Ausg. 1711)
- Kurtze Fragen aus denen Freyen-, Mechanischen- und Bauer-Künsten der Ebräer. Zimmermann, Dresden 1713.
- Kurtze Vorstellung der griechischen Kirchen: oder, wie dieselbige heutiges Tages in dem türckischen Gebiete, Moscau, zu Alexandria, Antiochia, Jerusalem, item bey denen Nestorianern, Jacobiten, Coptiten, Armeniern, Abyssinern, Georgianern, Melchiten, Migreliern, &c. anzutreffen; wobey ihre … Richter Bautzen, 1725. (Digitalisat)
- Biblisches Antiquitätenlexikon. Leipzig 1714 (Online) und 1727 (Online)
- Lexicon antiquitatum ecclesiasticarum. Bautzen 1717 (Online)
- Onomasticum Biblicum, Oder Lexicon Aller Nominum Propriorum, Derer Menschen, Länder, Städte, Flecken, Dörffer, Flüsse, Seen, Meere, Berge, Thäler : und andere Sachen, Welche in der Heiligen Schrifft, sowohl Altes, als Neuen Testamentes vorkommen, Darinnen in einer Alphabetischen Ordnung nicht allein deroselben Ursprung und eigentliche Bedeutung, gründlich untersuchet, sondern auch mit einem Summarischen Entwurff der gantzen Historie erläutert werden. Braun, Leipzig 1721. (Digitalisat)